# 包子
包子（パオズ、bāozi）は中国の点心の一種。小麦粉の生地を蒸して作る伝統的食品で、通常、中に具を包んでいるものを「包子」といい、中に具のないものを「饅頭（マントウ）」と称して区別する。日本では「中華まん」という名称で普及している。

## 概要
通常は生地は小麦粉に水を加えてこね、発酵済みの生地、または酵母を加えて寝かし、発酵させて作る。生地で中に入れる具や餡を包み、通常は半球形に成形し、蒸籠で蒸して作る。大きさは中身の大きさにもよる。最小のものは上海市の小籠包である。通常の中身は、肉類、野菜、漬け物、小豆餡、ゴマ等で、有名なものに広東省の叉焼包、天津の狗不理包子、開封の灌湯包がある。生地に、黒ゴマ、サツマイモ、カボチャなどを練り込んで着色する場合もある。
なお、山東省済南市周辺では、水餃子をも「包子」と呼び、寧夏回族自治区銀川市でも20世紀前半までは水餃子をも「包子」と称したが、現在は両者を区別している。前に材料や加工法を示す形態素が付くと、「包」と略されることが多い。
江蘇省、浙江省、上海市で話される呉語の多くは中身のある包子と無いものを区別せずに「饅頭」と称するので、「肉饅頭」や「豆沙心饅頭」などと称する包子がある。新疆ウイグル自治区のウイグル料理でもマンタ（饅頭）と称する。
中国国外にも広く伝わり、独自の発展を遂げている。フィリピンには中国南部の焼包に由来するシオパオ（“Siopao”）があり、中身は豚肉、鶏肉、羊肉、エビのむき身、更にはバロットなどが入ることもある。同様にタイ王国にはサラパオ（タイ語: ซาลาเปา）がある。日本には中華まんじゅうがあり、最もよく使われる中身は豚のひき肉であるが、カレー、ピザ、バナナなど、中国に通常ない風味のものも作られている。モンゴルではボーズと称し、千切りの羊肉を中身とし、時にはヤクの肉も使う。ベトナムではバインバオ（“Bánh bao”）と称し、中身は豚肉、タマネギ、キノコ、卵、野菜などで作る。チベット、ネパールでは モモと称して、汁を加えて食べることもある。朝鮮半島ではマンドゥの一種とされ、ワンマンドゥ（왕만두、王饅頭）と呼ばれるほか、極東ロシアでもピャンセとして広まっている。

## 具による違い
中国でよく見られるものに下記がある。
- 豚肉（肉包）
- ロバ肉（驢肉包）
- チャーシュー（叉燒包）
- 白菜など（菜包）
- ニラ（韮菜包）
- モヤシ（豆芽包）
- 小豆餡（豆沙包）
- ハスの実（蓮蓉包）
- カスタードクリーム（奶黄包）